# Spontánní emise
Spontánní emise je kvantový jev, při kterém dochází k vyzáření fotonu z excitované kvantové soustavy za současného přechodu kvantové soustavy do základního stavu (nebo obecně do stavu s nižší energií). Na rozdíl od případu stimulované emise přechází kvantová soustava z excitovaného do základního stavu samovolně, tedy bez působení vnějšího elektromagnetického pole, navíc má vyzářený foton náhodný směr, fázi a polarizaci. Světlo generované spontánní emisí nazýváme luminiscencí či fluorescencí.

## Princip jevu
Kvantová soustava se ze základního stavu dostává do stavu excitovaného např. světelným zářením, elektrickým výbojem či chemickou reakcí, kdy elektron přechází ze stávající energetické hladiny na vyšší energetickou hladinu. Kvantová soustava je ovšem v excitovaném stavu nestabilní a snaží se zaujmout stav s co nejnižší energií. Na uvolněné místo tedy přechází elektron z vyšší energetické hladiny za současného uvolnění fotonu či fononu, jehož energie odpovídá rozdílu energetických hladin, mezi nimiž k přechodu dochází. V případě vyzáření fotonu hovoříme o zářivém přechodu a spontánní emisi; v opačném případě, když nedojde k zářivé rekombinaci, absorbuje se uvolněná energie v krystalové mřížce ve formě tepla a ke spontánní emisi fotonu nedochází. Pravděpodobnost zářivé rekombinace roste s šířkou zakázaného pásu a je mnohonásobně větší u materiálů s tzv. přímým přechodem. Pravděpodobnost spontánní emise je dána rovností {\displaystyle P=A_{21}N_{2}}, kde A21 je Einsteinův koeficient spontánní emise a N2 počet vybuzených atomů kvantové soustavy.
Popisovaný jev je znázorněn na následujícím obrázku, kde kvantovou soustavu pro jednoduchost tvoří pouze dvě energetické hladiny nižší E1 a vyšší E2. Vyzářený foton má potom energii {\displaystyle E=E_{2}-E_{1}=h\nu }, kde h je Planckova konstanta a ν je frekvence záření. Jeho ostatní vlastnosti jako směr, polarizace či fáze jsou náhodné. Doba života kvantové soustavy v excitovaném stavu (tedy doba, po kterou elektron setrvává na vyšší energetické hladině, než dojde ke spontánní emisi) je řádově několik nanosekund, doba vlastního přechodu je potom okolo 0,1-1fs.

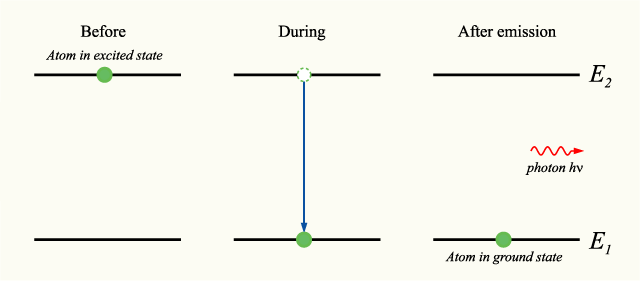
Obr.1 Schéma spontánní emise: vlevo: atom v excitovaném stavu, uprostřed: přechod atomu do základního stavu trvá řádově desetiny femtosekundy, vpravo: atom v základním stavu a odchozí foton náhodné polarizace a směru s energií rovnou rozdílu energetických hladin

## Pravděpodobnost spontánní emise
Pravděpodobnost spontánní emise závisí jednak na vnitřní stavbě atomu (kvantové soustavy) a jednak na okolním prostředí. Konstantu úměrnosti pro přechod elektronu mezi konkrétními dvěma stavy v homogenním prostředí lze vyjádřit jako
{\displaystyle A_{21}=\Gamma _{rad}={\frac {\omega ^{3}n|d|^{2}}{3\pi \varepsilon _{0}\hbar {c}^{3}}}} ,
kde  ω odpovídá frekvenci záření, n je index lomu prostředí, d dipólový moment přechodu, ε0 permitivita vakua, ħ Diracova konstanta a c rychlost světla ve vakuu. Četnost spontánní emise tedy lze částečně ovlivnit změnou okolního prostředí. V polovině 20. století objevil E. Purcell zvýšení četnosti spontánní emise atomů v rezonanční dutině (tzv. Purcellův efekt). Velmi dobrých výsledků se dosahuje, je-li frekvence emitovaného záření blízká frekvenci plasmonů okolní látky. Krom rezonančních dutin jsou také zkoumány dielektrické destičky či fotonické krystaly, které vykazují poměrně značné zvýšení spontánní emise, avšak v oblasti energií zakázaného pásu fotonického krystalu také její značné utlumení.